# Рудольф I (король Верхней Бургундии)

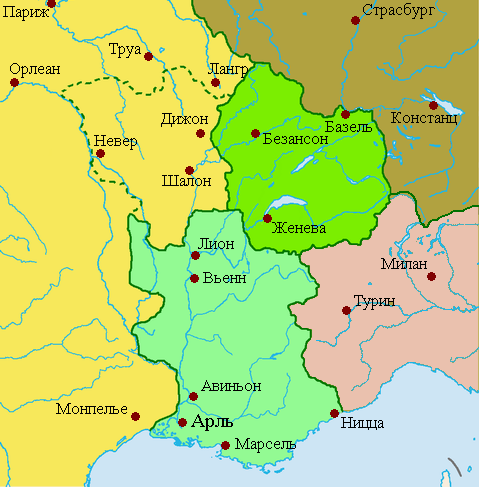
Бургундские государства в 925 году
Королевство Верхняя Бургундия
Королевство Нижняя Бургундия
Западнофранкское королевство
Восточнофранкское королевство
Королевство Италия

Рудольф I (Родольфо I; фр. Rodolphe; ок. 859—15 октября 912 год) — пфальцграф, герцог, а затем король (с 888 года) Верхней Бургундии из старшего дома Вельфов.

## Биография

### Правление
Рудольф I был сыном графа Осера и маркграфа Верхней (Трансюранской) Бургундии Конрада II и Вальдрады (Ирментруды) Вормсской. После смерти отца в 876 году Рудольф унаследовал его обширные владения в Трансюранской Бургундии, получив титул маркграфа Верхней Бургундии (Трансюрании), став крупнейшим магнатом западной Швейцарии. В 885 году император Карл III Толстый признал за Рудольфом титул герцога Трансюранской Бургундии.
После свержения в 887 году императора Карла III Толстого франкская империя окончательно разделилась на несколько частей. Бароны и духовенство этой части бывшего Бургундского королевства собрались в 888 году в городе Сент-Морис в Вале и провозгласили своим королём Рудольфа I. В результате было образовано независимое королевство Верхняя Бургундия, которое включило в себя северную часть бывшего Regnum Provinciae (королевства Прованс): современные Франш-Конте, Савойю, Аосту, территорию современной западной Швейцарии (Базель, Вале). Канцлером своего королевство он сделал епископа Безансона Тьерри, ставшего его главной опорой в королевстве. Его королевство включало в себя оба склона Юрских гор, западная граница проходила по берегу реки Сона. В состав королевства входили области будущего графства Бургундия, западная часть современной Швейцарии, Вале, Базель, часть центральной Швейцарии и Аоста.
Рудольф пытался возродить единство «Срединного королевства» императора Лотаря I. Однако его попытка завоевать Лотарингию натолкнулась на решительное противодействие Арнульфа Каринтийского, короля Восточнофранкского королевства, Цвентибольда — короля Лотарингии и сына Арнульфа, а также короля Нижней Бургундии Людовика. В 894 году Цвентибольд Лотарингский захватил север Верхней Бургундии до Безансонского епископства. Эти владения Цвентибольд сохранял до своей гибели в 900 году, причём его власть признал и епископ Безансона Тьерри. Для того, чтобы сохранить своё королевство, Рудольф I отказался от претензий на Лотарингию. Благодаря этому Арнульф признал независимость Верхней Бургундии.
Смерть Арнульфа и Цвентибольда позволила Рудольфу вернуть потерянные владения. Ко всему прочему он ещё увеличил королевство, присоединив Сален.
Отношения с другими соседями Рудольф смог наладить, организовав династические браки. Его сестра Аделаида (Адельгейда) была выдана за герцога Бургундии Ричарда, сам он женился на Вилле, сестре короля Людовика Нижнебургундского, который, в свою очередь, женился на дочери Рудольфа.

### Семья
Жена: с ок. 885 года — Вилла, дочь короля Нижней Бургундии Бозона. Дети:
- Юдит
- Рудольф (Родольфо) II (умер в 937 году), король Верхней Бургундии с 912 года, король Арелата с 933 года, король Италии в 922—926 годах
- Адельгейда; муж: с 18 января 914 года Людовик III Слепой (ок. 880 — 28 июня 928), король Нижней Бургундии с 887 года, король Италии в 899—905 годах, император Запада в 901—905 годах
- Вилла (ум. ок. 936); муж: Бозон IV (885—936), граф Арля с 926 года, маркиз Тосканы с 931 года
- Вальдрада; муж: Бонифаций (ум. ок.953 года), герцог Сполето с 945 года
- Людовик (ум. ок. 937), граф Тургау.